# ماخای پوشیده

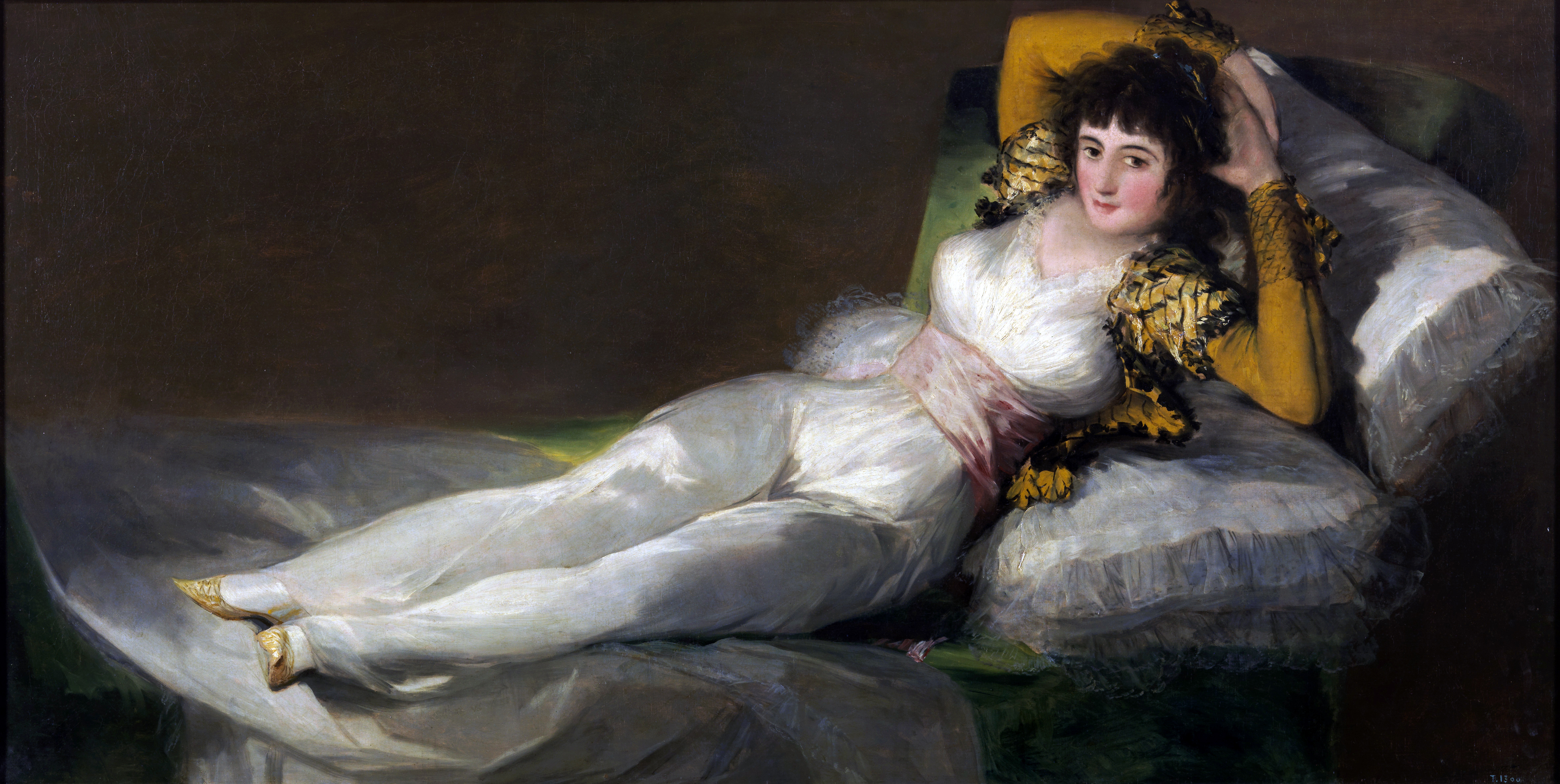
ماخای پوشیده (۱۸۰۳)

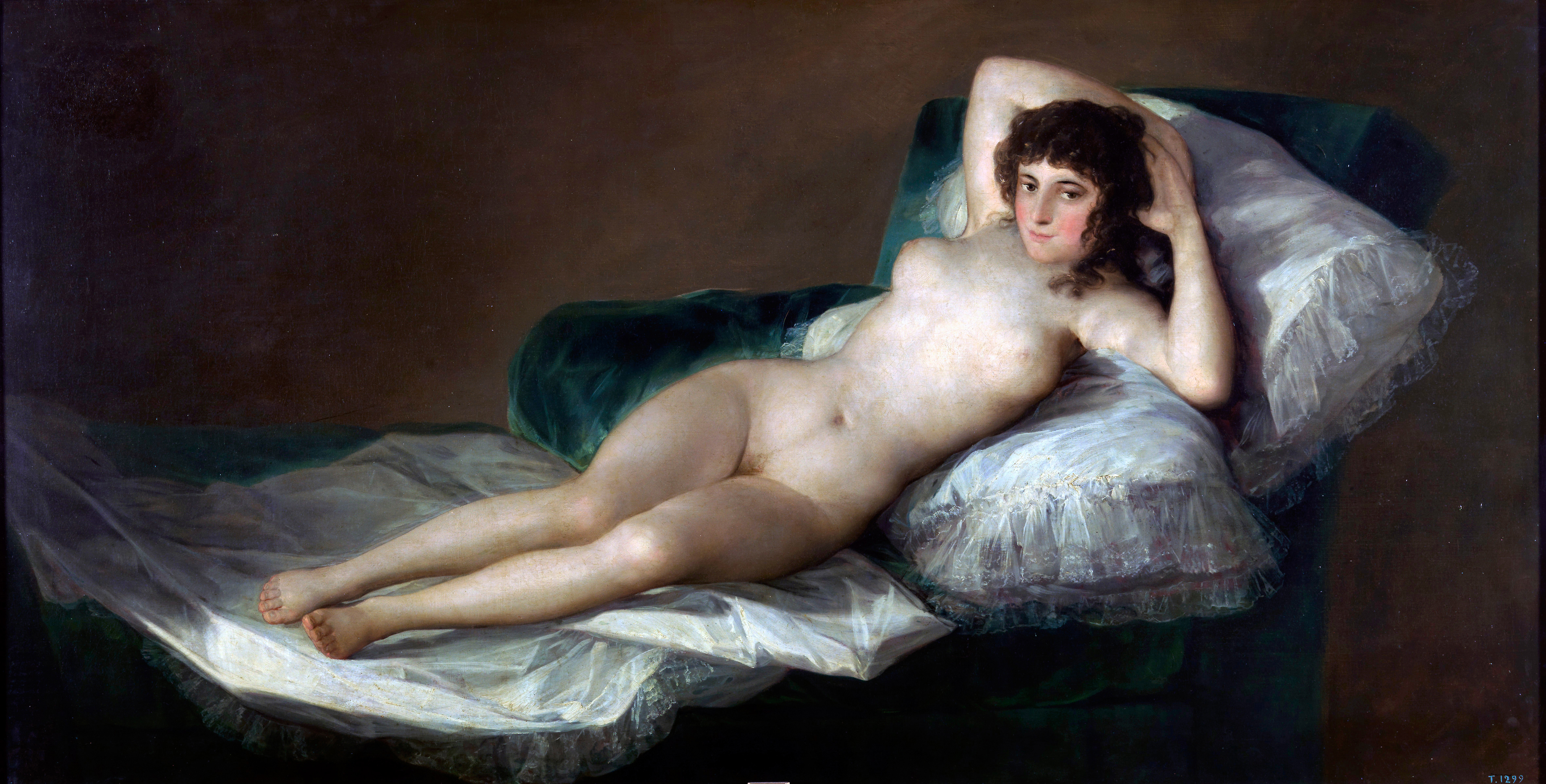
ماخای برهنه (۱۷۹۷ - ۱۸۰۰) اثر نقاش اسپانیایی فرانسیسکو گویا (۱۷۴۶ - ۱۸۲۸)

ماخای پوشیده (به اسپانیایی: La maja vestida) نگارش دوم یکی از پرآوازه‌ترین و جنجالی‌ترین آثار نقاش اسپانیایی فرانسیسکو گویا (۱۷۴۶ - ۱۸۲۸) است که پس از آفرینش اثر ماخای برهنه (به اسپانیایی: La maja desnuda) در میان سال‌های ۱۸۰۰ تا ۱۸۰۵ آفریده شده‌است. این نفاشی نگارش یک به یک اما پوشیده اثر پیشین نقاش (ماخای برهنه) است که کنار آن و در همان اتاق موزه دل پرادو مادرید به نمایش گذاشته شده‌است.
دارنده نخستین این اثر نخست‌وزیر آن سال‌های اسپانیا مانوئل گودوی بود. این اثر در میان سال‌های ۱۸۱۴ تا ۱۸۳۶ از سوی دادگاه تفتیش عقاید اسپانیایی پنهان شده بود و از سال ۱۹۰۱ در موزه دل پرادو مادرید جای گرفت